# Charlotte Louise von Hohenthal
Charlotte Louise Gräfin von Hohenthal, geb. Prinzessin Biron von Kurland, (* 30. März 1808 in Wartenberg, Schlesien; † 14. August 1845 in Braunschweig) war eine deutsche Philanthropin und Sozialreformerin. 

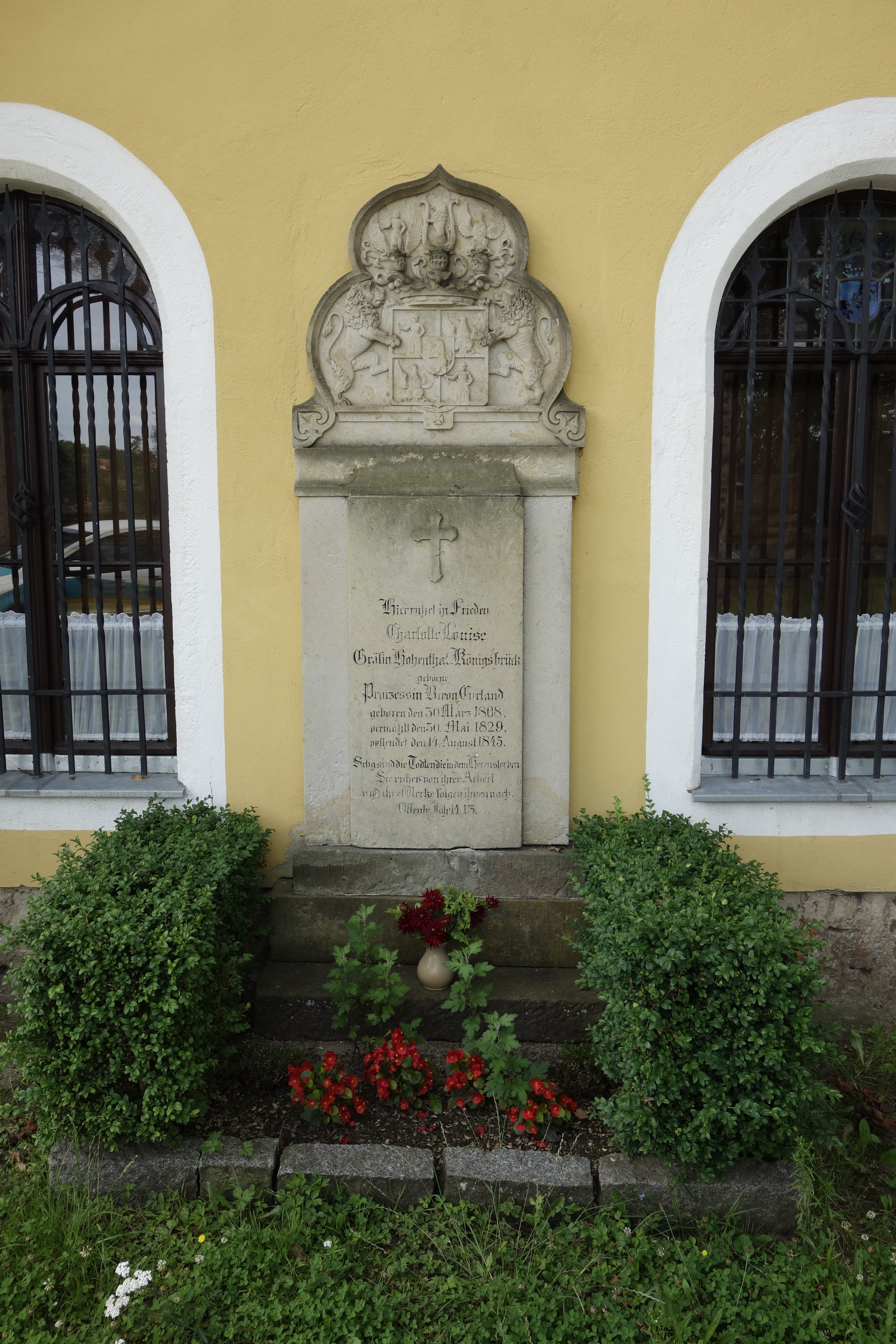
Grabstein an der evangelischen Hauptkirche in Königsbrück

## Leben
Charlotte Louise wurde 1808 als Tochter von Prinz Gustav Kalixt von Biron und seiner Frau, Antoinette Charlotte Luise Franziska Fanny Gräfin von Maltzan geboren.
Sie verlor früh ihre Eltern und wurde von der Engländerin, Miss Harrison, erzogen. Von ihr erhielt sie Informationen über das englische Wohlfahrtssystem. Am 30. Mai 1829 heiratete sie den Kammerherren und Grafen Peter Alfred von Hohenthal, Sohn von Peter Carl von Hohenthal und Besitzer der Standesherrschaft Königsbrück, und zog nach Königsbrück.
Neben dem dortigen Schlosseingang, im vorderen Teil des Meurerschen Eisenwerkes, eröffnet von Charlotte Louise von Hohenthal am 2. Mai 1835 eine Kleinkinderschule für 18 Kinder. Ihre Intention bei der Gründung war es Eltern die Möglichkeit zu geben, ihre Kinder sittlich und religiös angemessen erziehen zu lassen, wenn sie selbst arbeiten mussten und keine Zeit für die Erziehung der Kinder hatten. Für die Tagespflege mussten die Eltern einen Beitrag zahlen und die Kinder mussten reinlich angezogen, gut gekämmt und gewaschen erscheinen, sonst wurden sie zum Reinigen zurückgeschickt. Die Einrichtung wurde nach ihr benannt und trägt den Namen Louisenstift. Weiter entstand ein kleines Krankenhaus und eine Suppenküche für 12 arme Menschen.
In Berlin lernte sie Johannes Evangelista Goßner kennen und durch ihn die Arbeit- und Lebensweise der Diakonissen. Gemeinsam mit Frau von Brause, Frau von Leipziger und Baronin von Wirsing gründete sie im Jahr 1844 die Diakonissenanstalt Dresden. Das Gebäude wurde am 19. Mai 1844 durch Theodor Fliedner eingeweiht und Fliedner stellte zwei Schwestern seiner Diakonie für die Dresdner Anstalt frei.
Louise Charlotte von Hohenthal starb mit 36 Jahren in Braunschweig an Typhus und wurde in Königsbrück beerdigt.